# Frente Noroeste (URSS)
A Frente Noroeste (em russo: Северо-Западный фронт) foi uma formação militar do Exército Vermelho durante a Guerra de Inverno e a Segunda Guerra Mundial. 
Inicialmente criada no quadro da Guerra de Inverno, em que atuou com o 7º e o 13º exércitos soviéticos, ela foi recriada em 22 de junho de 1941, no primeiro dia da Operação Barbarossa, a partir do Distrito Militar Especial do Báltico. No dia 22 de junho do mesmo ano, a frente consistia dos 8º, 11º e 27º exércitos, bem como do 5º Corpo Aerotransportado e do estado-maior do 65º Corpo de Infantaria.
Durante sua participação na Segunda Guerra Mundial, a Frente Noroeste sofreu baixas de mais de 2 milhões de homens, entre mortos e feridos. Em 19 de novembro de 1943, ela foi reorganizada como a Segunda Frente Báltica.

## Segunda Guerra Mundial

### 1941
No verão de 1941, todas as tropas da frente, comandadas pelo Coronel-general Fiodor Kuznetsov, estavam envolvidas em intensos combates nas repúblicas bálticas e nas proximidades e nos arredores de Leningrado. Durante os primeiros dezoito dias da guerra, os exércitos soviéticos recuaram mais de 450 km em direção à Rússia. Em 14 de julho, o 11º Exército soviético liderou uma bem sucedida contra-ofensiva, de Utogrosh e do distrito de Dno até Sitnia e Soltsi, na qual as tropas alemãs (em particular a 8ª Divisão Panzer) sofreram pesadas perdas e tiveram de recuar. As forças soviéticas tomaram Soltsi em 16 de julho, e o avanço alemão para Leningrado e Novgorod foi interrompido por algum tempo. Essa ofensiva teve um forte efeito sobre o moral das tropas soviéticas. Não obstante, as tropas alemãs foram reagrupadas e reforçadas e, em 12 de agosto, recomeçaram sua ofensiva e mudaram-se para Novgorod, que foi tomada em 19 de agosto.
Em Staraia Russa o combate começou em julho, e em agosto nas ruas da cidade, que foi tomada em 9 de agosto, após a retirada do 11º Exército. As forças soviéticas do 34º, 27º e 11º Exércitos lideraram uma contra-ofensiva e chegaram aos subúrbios de Staraia Russa em 12 de agosto, mas, totalmente esgotados, não conseguiram manter seu sucesso.
No outono, a Frente Noroeste estava localizada em um ponto crucial do combate, entre Moscou e Leningrado, cobrindo as vitais Colinas de Valdai, das quais o flanco norte do Grupo de Exércitos Centro da Wehrmacht podia ser ameaçado. As tropas soviéticas estabeleceram uma defesa entre o lago Ilmen e o lago Seliger, e não deixaram os alemães tomarem a estação ferroviária entre as Colinas de Valdai e Bologoie, que ligava Leningrado a Moscou.
Mais tarde, em 1941, a Frente de Volkhov foi criada para cobrir o setor ao norte do lago Ilmen até o lago Ladoga. A principal tarefa da Frente Noroeste passou a ser recapturar o centro de comunicações de Staraia Russa, em uma luta que durou 880 dias. Foram executadas duas operações militares estratégicas e regulares, que foram mal sucedidas e muito custosas.

### 1942
Em 1942, a Frente participou do Bolsão de Demiansk (também chamado Saliente de Demiansk; em alemão:  Festung Demjansk e Kessel von Demjansk; em russo:  Демя́нский котёл), que compreendeu o cerco de tropas alemãs pelo Exército Vermelho perto de Demiansk, parte da Operação Ofensiva de Demiansk (7 de janeiro de 1942 - 20 de maio de 1942). Sua intenção era romper a ligação entre as posições alemãs de Demiansk e a ferrovia de Staraia Russa, que formava as linhas de comunicação do 16º Exército alemão. No entanto, devido ao terreno pantanoso e coberto de pesada neve, o avanço inicial da frente foi muito modesto.
Em 8 de janeiro de 1942, iniciou-se uma nova Operação Ofensiva Estratégica Rjev-Viazma, que incorporou os objetivos da frente à Operação Ofensiva Toropets-Kholm (9 de janeiro de 1942 - 6 de fevereiro de 1942), que envolveu o II Corpo de Exército do 16º Exército alemão (Generaloberst Ernst Busch) e partes do X Corpo de Exército (General der Artillerie Christian Hansen) durante o inverno 1941-1942.
No total, cerca de 90.000 soldados alemães e 10.000 auxiliares foram cercados. Seu comandante era o General der Infanterie Walter Graf von Brockdorff-Ahlefeldt, comandante do II Exército.

### Ofensivas da Frente Noroeste
A Ofensiva da Frente Noroeste foi planejada para circundar todo o flanco norte das forças do 16º Exército alemão, das quais o II Corpo do Exército era apenas uma pequena parte.
A primeira investida foi feita pelo 11º Exército, 1º Exército de Choque e 1º e 2º corpos de Infantaria da Guarda, destacados da Reserva do Alto Comando Supremo (Reserva da Stavka) para esta operação. Um segundo impulso foi executado em 12 de fevereiro, pelos 3º e 4º exércitos de Choque da Frente de Kalinin, com o plano adicional de atacar diretamente as forças alemãs cercadas, por meio de duas brigadas aéreas apoiando o avanço do 34º Exército soviético. Contudo, a frente logo atrasou-se, devido ao esgotamento das tropas, terrenos difíceis e o mau tempo.
A Frente Noroeste buscou com crescente afinco acabar com o bolsão alemão, e durante o inverno e a primavera ela lançou uma série de ataques ao "corredor Ramushevo", que passando pela aldeia de Ramushevo e formava um tênue elo entre Demiansk e Staraia Russa. Contudo, ela foi repetidamente repelida pelos alemães. No total, cinco exércitos soviéticos, compostos por 18 divisões de infantaria e três brigadas engajaram-se ali, ao longo de 4 meses.  
Contudo, no final de maio, a Stavka reconsiderou a situação geral no setor da frente, e decidiu voltar sua atenção para o setor de Moscou, onde uma nova ofensiva alemã era esperada para o verão.

### 1943
Uma das tentativas mais bem-sucedidas de recuperar terreno na região de Staraia Russa foi a Operação Toropets-Kholm, liderada pelo general Pavel Kurochkin. Somente após a vitória em Stalingrado foi possível ao Exército Vermelho conduzir a Operação Estrela Polar, de 12 a 26 de fevereiro de 1943, que recuperou 302 assentamentos na região. Em 19 de novembro de 1943, a Frente Noroeste foi renomeada como Segunda Frente Báltica.